# Om Hadżer
Om Hadżer – miasto w Erytrei; w regionie Gasz-Barka. Według danych szacunkowych, w 1997 roku liczyło 9 240 mieszkańców